# Кабинет Роули
Кабинет Роули — действующее правительство Республики Тринидад и Тобаго под руководством премьер-министра Кита Роули, лидера партии «Народное национальное движение» (PNM), сформированное по результатам выборов 7 сентября 2015 года, приведённое к присяге 11 сентября. Является правительством большинства. Сменило правительство  под руководством премьер-министра Камлы Персад-Биссессар, лидера партии «Объединённый национальный конгресс» (UNC). Повторно назначено по результатам выборов 10 августа 2020 года. Приведено к присяге 19 августа.

## Состав правительства
Состав правительства:
| Имя                       | Пост                                                                                          | Период полномочий                  |
| ------------------------- | --------------------------------------------------------------------------------------------- | ---------------------------------- |
| Кит Роули                 | Премьер-министр                                                                               | с 19 августа 2020                  |
| Кит Роули                 | Премьер-министр                                                                               | 9 сентября 2015 — 9 августа 2020   |
| Реджинальд Армор          | Генеральный прокурор и министр по правовым вопросам                                           | с 19 марта 2022                    |
| Айанна Уэбстер-Рой        | Министр канцелярии премьер-министра (по гендерным вопросам и положению детей)                 | с 19 августа 2020                  |
| Айанна Уэбстер-Рой        | Государственный министр канцелярии премьер-министра (по гендерным вопросам и положению детей) | 11 сентября 2015 — 9 августа 2020  |
| Саймон де Нобрига         | Министр канцелярии премьер-министра (отдел связи)                                             | с 19 августа 2020                  |
| Ниан Гэдсби-Долли         | Министр образования                                                                           | с 19 августа 2020                  |
| Ниан Гэдсби-Долли         | Министр общественного развития, культуры и искусства                                          | 11 сентября 2015 — 9 августа 2020  |
| Лиза Моррис-Джулиан       | Министр Министерства образования                                                              | с 19 августа 2020                  |
| Ренука Саграмсингх-Суклал | Министр канцелярии генерального прокурора и министра по правовым вопросам                     | с 19 августа 2020                  |
| Стюарт Янг                | Министр энергетики и энергетической промышленности                                            | с 19 апреля 2021                   |
| Стюарт Янг                | Министр канцелярии премьер-министра                                                           | с 19 августа 2020                  |
| Стюарт Янг                | Министр канцелярии премьер-министра                                                           | 17 марта 2016 — 9 августа 2020     |
| Стюарт Янг                | Министр национальной безопасности                                                             | 19 августа 2020 — 18 апреля 2021   |
| Стюарт Янг                | Министр национальной безопасности                                                             | 6 августа 2018 — 9 августа 2020    |
| Стюарт Янг                | Министр связи                                                                                 | 7 июня 2018 — 20 июля 2019         |
| Стюарт Янг                | Министр канцелярии генерального прокурора и министра по правовым вопросам                     | 11 сентября 2015 — 5 августа 2018  |
| Фицджеральд Хайндс        | Министр национальной безопасности                                                             | с 19 апреля 2021                   |
| Фицджеральд Хайндс        | Министр развития молодежи и национальной службы                                               | 19 августа 2020 — 18 апреля 2021   |
| Фицджеральд Хайндс        | Министр коммунального хозяйства                                                               | 18 мая 2020 — 9 августа 2020       |
| Фицджеральд Хайндс        | Министр коммунального хозяйства                                                               | 31 октября 2016 — 29 июня 2017     |
| Фицджеральд Хайндс        | Министр Министерства генеральной прокуратуры и по правовым вопросам                           | 18 июня 2017 — 9 августа 2020      |
| Фицджеральд Хайндс        | Министр общественных работ и транспорта                                                       | 11 сентября 2015 — 30 октября 2016 |
| Эмери Браун               | Министр иностранных дел и по взаимодействию с КАРИКОМ                                         | с 19 августа 2020                  |
| Колм Имберт               | Министр финансов                                                                              | с 19 августа 2020                  |
| Колм Имберт               | Министр финансов                                                                              | 11 сентября 2015 — 9 августа 2020  |
| Эллисон Уэст              | Министр государственного управления                                                           | с 12 июля 2021                     |
| Эллисон Уэст              | Министр государственного управления                                                           | 14 августа 2019 — 9 августа 2020   |
| Эллисон Уэст              | Министр государственного управления и цифровой трансформации                                  | 19 августа 2020 — 11 июля 2021     |
| Эллисон Уэст              | Министр Министерства финансов                                                                 | 29 июня 2017 — 9 августа 2020      |
| Хассель Бакхус            | Министр цифровой трансформации                                                                | с 12 июля 2021                     |
| Хассель Бакхус            | Министр Министерства государственного управления и цифровой трансформации                     | 19 августа 2020 — 11 июля 2021     |
| Терренс Дейалсингх        | Министр здравоохранения                                                                       | с 19 августа 2020                  |
| Терренс Дейалсингх        | Министр здравоохранения                                                                       | 11 сентября 2015 — 9 августа 2020  |
| Рэндалл Митчелл           | Министр туризма, культуры и искусства                                                         | с 19 августа 2020                  |
| Рэндалл Митчелл           | Министр туризма                                                                               | 9 апреля 2018 — 9 августа 2020     |
| Рэндалл Митчелл           | Министр жилищного строительства и городского развития                                         | 18 марта 2016 — 8 апреля 2018      |
| Рэндалл Митчелл           | Министр государственного управления                                                           | 11 сентября 2015 — 17 марта 2016   |
| Стивен МакКлэши           | Министр труда                                                                                 | с 19 августа 2020                  |
| Дженнифер Батист-Примус   | Министр труда и развития малого предпринимательства                                           | 11 сентября 2015 — 9 августа 2020  |
| Камилла Робинсон-Реджис   | Министр жилищного строительства и городского развития                                         | с 16 марта 2022                    |
| Камилла Робинсон-Реджис   | Министр планирования и развития                                                               | 19 августа 2020 — 15 марта 2022    |
| Камилла Робинсон-Реджис   | Министр планирования и развития                                                               | 11 сентября 2015 — 31 декабря 2019 |
| Камилла Робинсон-Реджис   | Министр социального развития и семейных услуг                                                 | 1 января — 9 августа 2020          |
| Адриан Леонс              | Министр Министерства жилищного строительства и городского развития                            | с 19 августа 2020                  |
| Пенелопа Беклес           | Министр планирования и развития                                                               | с 16 марта 2022                    |
| Пенелопа Беклес           | Министр жилищного строительства и городского развития                                         | 19 августа 2020 — 15 марта 2022    |
| Фарис ар-Рави             | Министр сельского развития и местного самоуправления                                          | с 16 марта 2022                    |
| Фарис ар-Рави             | Генеральный прокурор                                                                          | 19 августа 2020 — 15 марта 2022    |
| Фарис ар-Рави             | Генеральный прокурор                                                                          | 9 сентября 2015 — 9 августа 2020   |
| Донна Кокс                | Министр социального развития и семейных услуг                                                 | с 19 августа 2020                  |
| Донна Кокс                | Министр связи                                                                                 | 21 июля 2019 — 9 августа 2020      |
| Шамфа Куджоу              | Министр спорта и общественного развития                                                       | с 19 августа 2020                  |
| Шамфа Куджоу              | Министр спорта и по делам молодёжи                                                            | 9 апреля 2018 — 9 августа 2020     |
| Шамфа Куджоу              | Министр туризма                                                                               | 11 сентября 2015 — 8 апреля 2018   |
| Паула Гопи-Скун           | Министр торговли и промышленности                                                             | с 19 августа 2020                  |
| Паула Гопи-Скун           | Министр торговли и промышленности                                                             | 11 сентября 2015 — 9 августа 2020  |
| Рохан Синанан             | Министр общественных работ и транспорта                                                       | с 19 августа 2020                  |
| Рохан Синанан             | Министр общественных работ и транспорта                                                       | 31 октября 2016 — 9 августа 2020   |
| Казим Хосейн              | Министр сельского хозяйства, земель и рыболовства                                             | с 17 марта 2022                    |
| Казим Хосейн              | Министр местного самоуправления и сельского развития                                          | 19 августа 2020 — 16 марта 2022    |
| Казим Хосейн              | Министр сельского развития и местного самоуправления                                          | 31 октября 2016 — 9 августа 2020   |
| Марвин Гонсалес           | Министр коммунального хозяйства                                                               | с 19 августа 2020                  |
| Фостер Каммингс           | Министр развития молодёжи и национальной службы                                               | с 19 апреля 2021                   |
| Фостер Каммингс           | Министр Министерства общественных работ и транспорта                                          | 19 августа 2020 — 18 апреля 2021   |
| Брайан Мэннинг            | Министр Министерства финансов                                                                 | с 19 августа 2020                  |
| Авинаш Сингх              | Министр Министерства сельского хозяйства, земли и рыболовства                                 | с 19 августа 2020                  |